# Quinte West

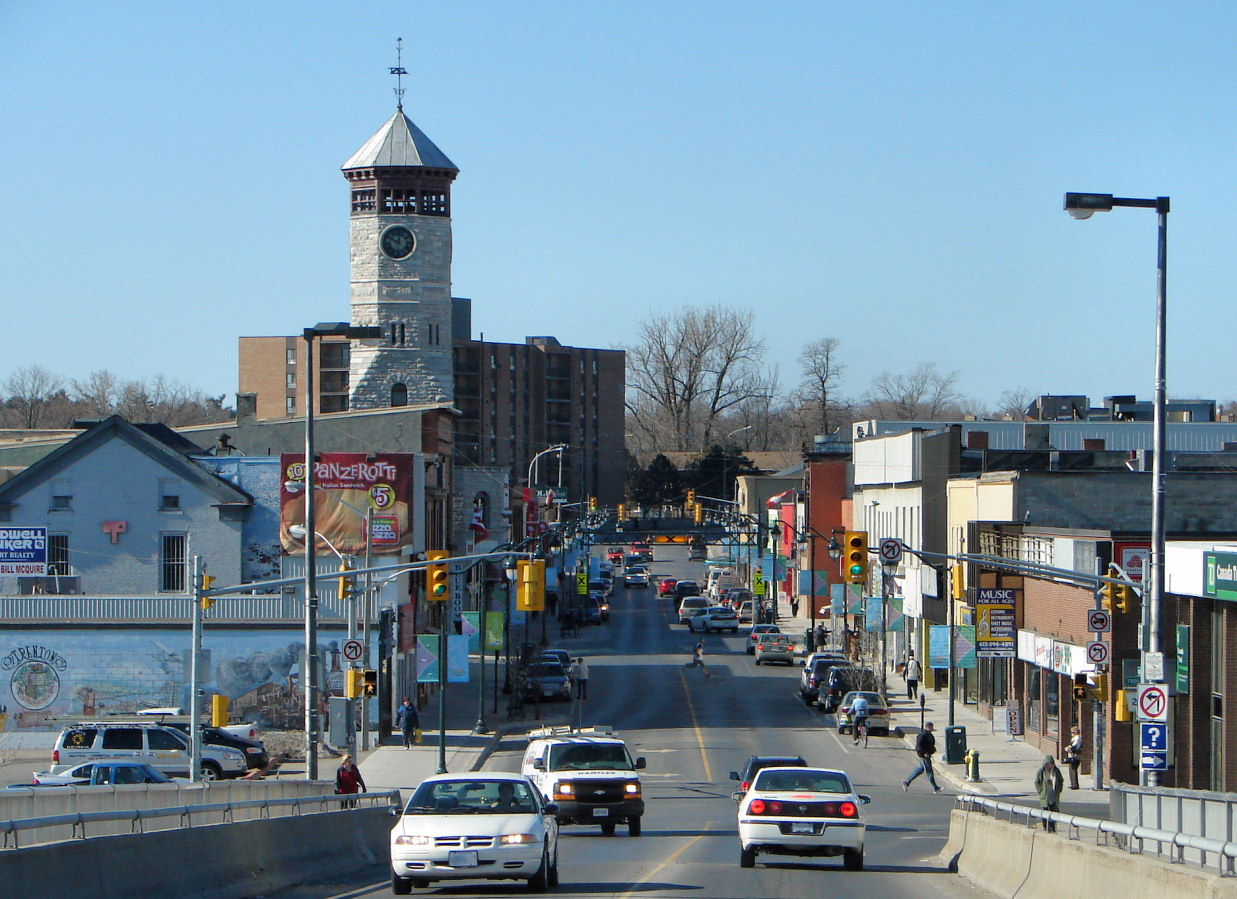
Trenton em Quinte West

Quinte West é uma cidade localizada na província canadense de Ontário. Sua área é de 499,14 quilômetros quadrados, sua população é de 41 409 habitantes, e sua densidade demográfica é de 83 habitantes por quilômetro quadrado.